# Rajd Polski 1999
Rajd Polski 1999 (56. Rajd Polski) to kolejna, 56 edycja rajdu samochodowego Rajd Polski rozgrywanego w Polsce. Rozgrywany był od 27 do 29 maja 1999 roku. Bazą rajdu był Kraków. Rajd był dziewiętnastą rundą Rajdowych Mistrzostw Europy w roku 1999, a także czwartą rundą Rajdowych Samochodowych Mistrzostw Polski w roku 1999.

## Wyniki końcowe rajdu
| Miejsce                        | Kierowca                     | Pilot                        | Samochód                     | Czas                         | Strata                       |                              |
| Klasyfikacja generalna i ERC   | Klasyfikacja generalna i ERC | Klasyfikacja generalna i ERC | Klasyfikacja generalna i ERC | Klasyfikacja generalna i ERC | Klasyfikacja generalna i ERC | Klasyfikacja generalna i ERC |
| ------------------------------ | ---------------------------- | ---------------------------- | ---------------------------- | ---------------------------- | ---------------------------- | ---------------------------- |
| 1                              | Robert Gryczyński            | Tadeusz Burkacki             | Toyota Corolla WRC           | 2:26:08.3                    | -                            |                              |
| 2                              | Leszek Kuzaj                 | Andrzej Górski               | Subaru Impreza WRC '98       | 2:27:40.7                    | +1:32.4                      |                              |
| 3                              | Marek Gieruszczak            | Artur Skorupa                | Toyota Celica GT-Four        | 2:32:31.0                    | +6:22.7                      |                              |
| 4                              | Pavel Sibera                 | Petr Gross                   | Skoda Octavia Kit Car        | 2:36:06.7                    | +9:58.4                      |                              |
| 5                              | Tomasz Kuchar                | Piotr Szczepaniak            | Volkswagen Golf Kit Car      | 2:37:11.4                    | +11:03.1                     |                              |
| 6                              | Robert Herba                 | Jacek Rathe                  | Mitsubishi Lancer EVO V      | 2:37:51.0                    | +11:42.7                     |                              |
| 7                              | Mariusz Ficoń                | Marek Kusiak                 | Seat Ibiza GTi 16V Evo2      | 2:40:18.4                    | +14:10.1                     |                              |
| 8                              | Cezary Fuchs                 | Mikołaj Madej                | Toyota Celica GT-Four        | 2:42:22.2                    | +16:13.9                     |                              |
| 9                              | Wiesław Stec                 | Maciej Maciejewski           | Mitsubishi Lancer EVO III    | 2:44:03.4                    | +17:55.1                     |                              |
| 10                             | Łukasz Sztuka                | Zbigniew Cieślar             | Skoda Felicia Kit Car 1600   | 2:44:39.6                    | +18:31.3                     |                              |
| Klasyfikacja mistrzostw Polski |                              |                              |                              |                              |                              |                              |
| 1                              | Robert Gryczyński            | Tadeusz Burkacki             | Toyota Corolla WRC           | 2:26:08.3                    | -                            |                              |
| 2                              | Leszek Kuzaj                 | Andrzej Górski               | Subaru Impreza WRC '98       | 2:27:40.7                    | +1:32.4                      |                              |
| 3                              | Marek Gieruszczak            | Artur Skorupa                | Toyota Celica GT-Four        | 2:32:31.0                    | +6:22.7                      |                              |
| 4                              | Tomasz Kuchar                | Piotr Szczepaniak            | Volkswagen Golf Kit Car      | 2:37:11.4                    | +11:03.1                     |                              |
| 5                              | Robert Herba                 | Jacek Rathe                  | Mitsubishi Lancer EVO V      | 2:37:51.0                    | +11:42.7                     |                              |
| 6                              | Mariusz Ficoń                | Marek Kusiak                 | Seat Ibiza GTi 16V Evo2      | 2:40:18.4                    | +14:10.1                     |                              |
| 7                              | Cezary Fuchs                 | Mikołaj Madej                | Toyota Celica GT-Four        | 2:42:22.2                    | +16:13.9                     |                              |
| 8                              | Wiesław Stec                 | Maciej Maciejewski           | Mitsubishi Lancer EVO III    | 2:44:03.4                    | +17:55.1                     |                              |
| 9                              | Łukasz Sztuka                | Zbigniew Cieślar             | Skoda Felicia Kit Car 1600   | 2:44:39.6                    | +18:31.3                     |                              |
| 10                             | Paweł Dytko                  | Tomasz Dytko                 | Mitsubishi Lancer Evo IV     | 2:47:14.8                    | +21:06.5                     |                              |